# 塞韦里尼亚
塞韦里尼亚是巴西圣保罗州的一个市镇。总面积140.395平方公里，总人口14713人，人口密度104.8人/平方公里。